# Kujō Yoritsune
Kujō Yoritsune (九条 頼経, 12 de fevereiro de 1218 — 1 de setembro de 1256), foi o quarto xogum do Xogunato Kamakura da História do Japão , governou de 1226 até 1244. Seu pai era o Kanpaku Kujō Michiie e sua avó era sobrinha do primeiro xogum Minamoto no Yoritomo. Também foi conhecido como Fujiwara no Yoritsune, pertencia ao Clã Kujō, um dos cinco ramos do poderoso Clã Fujiwara.

## Vida e Carreira
Yoritsune foi adotado por Minamoto no Sanetomo aos 2 anos de idade para se tornar líder do Clã Minamoto e assumir o xogunato.
Existia uma necessidade histórica tanto dos líderes do Clã Minamoto, bem como do imperador aposentado Go-Toba e seus assessores, de serem receptivos à proposta do filho de um aristocrata ser adotado, e se tornar o líder do mais forte clã samurai do país. Todos sabiam que o assassinato de Minamoto no Sanetomo no início de 1219, sem deixar herdeiros, apresentava ao país com um grave problema de sucessão. Conselheiros Minamoto - especialmente a mãe de Sanetomo, Hōjō Masako - percebia que a adoção de um menino Kujō como o próximo líder Minamoto acrescentaria legitimidade e unidade a um governo militar enfraquecido. Os aristocratas de Kyoto, por outro lado, provavelmente esperavam que a adoção fosse uma concessão inofensiva que permitiria à Corte Imperial obter mais tempo para se preparar para a guerra contra o xogunato Kamakura. Estando entre estas duas frentes em conflito, os Kujō estavam animados com a gama de possibilidades emergentes, que mais uma vez estavam em suas mãos, para o início de uma estrutura administrativa apoiada tanto pela Corte aristocrática como pelo governo militar. Foi então que Jien começou a escrever um estudo histórico que seria capaz de persuadir as autoridades que Yoritsume, deveria se tornar tanto Sekkan como xogum, servindo o imperador com a força combinada da erudição (a partir da casa aristocrática dos Kujō) e do poderio militar (do clã samurai Minamoto).
Yoritsune tornou-se xogum aos sete anos 1226, mas o Shikken (regente) Hōjō Yasutoki, e Hōjō Masako, viúva de Minamoto no Yoritomo  procuraram controlar o xogum, na tentativa de torná-lo um governante fantoche e manter o poder para os Hōjō.
Em 1238 Yoritsune é nomeado Dainagon.
Hōjō Yasutoki morreu apenas alguns meses após a ascensão do Imperador Go-Saga em 14 de Julho de 1242 e Hōjō Tsunetoki, neto de Yasutoki, foi nomeado Shikken. No entanto, o jovem Tsunetoki não poderia ser regente de Yoritsune, que construíra uma base de sustentação considerável, após 16 anos como xogum. Para não perderem o poder os Hōjō forçaram Yoritsune a renunciar em 1244 em favor do filho Yoritsugu, então com seis anos idade. Mas Yoritsune permaneceu em Kamakura e continuou a trabalhar no sentido de manter o controle dos Kujō sobre o bakufu.
Mais tarde em 11 de setembro de 1245 tornou-se um Bhikkhu (monge budista).
Tsunetoki ficou doente em Março de 1246, levando-o a passar a regência xogunal ao seu jovem irmão de 19 anos de idade, Hōjō Tokiyori. Yoritsune tentou aproveitar a inexperiência do novo Shikken e fomentou junto com membros dissidentes do Clã Hōjō uma revolta para levá-lo novamente a dirigir o xogunato, mas Tokiyori conseguiu resistir com sucesso. Como resultado, Yoristune foi enviado de volta para Kyoto, em Julho. O fracasso deste incidente marcou definitivamente o final do poder dos Kujō tanto em Kamakura quanto em Kyoto.
Em 01 de setembro de 1256 Kujō Yoritsune, morre aos 38 anos de idade.